# Natricinae
A Natricinae a pikkelyes hüllők (Squamata) rendjében a kígyók (Serpentes) alrendjébe sorolt siklófélék (Colubridae) családjának egyik alcsaládja legalább 28 nemmel. Egyes rendszertanokban Natricidae néven önálló családként szerepelnek.

## Származásuk, elterjedésük
Változatos élőhelyeken találhatók meg a tágabb értelemben vett északi faunabirodalomban (Arctogea), beleértve az afrotropikus (Aethiopis) és az orientális faunaterületet is. Észak-Amerikában elterjedésük kissé túlnyúlik a nearktikus faunatartományon, és dél felé egészen Costa Ricáig tart. Egy fajuk (Tropidonophis mairii) Ausztráliában él.
A legidősebb kövületeik Ázsiában és Afrikában kerültek elő, ezért valószínűsítik, hogy a taxon az Óvilágban fejlődött ki — a legnagyobb változatosságot azonban az Újvilágban érte el; a legtöbb faj észak-amerikai. 

## Megjelenésük, felépítésük
Emberre a legtöbb faj ártalmatlan. A szalagoskígyó (Thamnophis) nem egyes fajainak (csinos szalagoskígyó Thamnophis elegans, vörös szalagoskígyó Thamnophis sirtalis) harapása az emberre is enyhén mérgező. Halálos mérgű két hátsó méregfogas faj; mindkettő a fűkígyó (Rhabdophis) nemből:
- japán fűkígyó (Rhabdophis tigrinus)
- Rhabdophis subminiatus

## Életmódjuk, élőhelyük
A legtöbb faj félig-meddig vízi életet él, halakat és kétéltűeket eszik, de vannak többé-kevésbé földben vagy fán élő és főleg gerincteleneket evő fajok is.

## Rendszertani felosztásuk
Az alcsaládba rendszertani felosztása nem egyértelmű; a különböző rendszerezők a taxont 28–39 nemre bontják több mint 200 fajjal.
A több-kevesebb valószínűséggel ebbe az alcsaládba sorolt nemek és fajok:
- Adelophis (Dugès, 1879) – 2 faj
  - Adelophis copei
  - Adelophis foxi

- Afronatrix (Rossman & Eberle, 1977) – 1 faj
  - Afronatrix anoscopus

- Amphiesma (Duméril, Bibron & Duméril, 1854) – 36 faj
  - Amphiesma atemporalis
  - Amphiesma beddomei
  - Amphiesma bitaeniata
  - Amphiesma boulengeri
  - Amphiesma celebica
  - Amphiesma craspedogaster
  - Amphiesma deschauenseei
  - Amphiesma flavifrons
  - Amphiesma frenata
  - Amphiesma groundwateri
  - Amphiesma inas
  - Amphiesma johannis
  - Amphiesma khasiensis
  - Amphiesma metusia
  - Amphiesma miyajimae
  - Amphiesma modesta
  - Amphiesma monticola
  - Amphiesma nicobarensis
  - Amphiesma octolineata
  - Amphiesma optata
  - Amphiesma parallela
  - Amphiesma peali
  - Amphiesma petersii
  - Amphiesma platyceps
  - Amphiesma popei
  - Amphiesma pryeri
  - Amphiesma sanguinea
  - Amphiesma sarasinora
  - Amphiesma sarawacensis
  - Amphiesma sauteri
  - Amphiesma sieboldi
  - Amphiesma stolata
  - Amphiesma venningi
  - Amphiesma vibakari
  - Amphiesma viperina
  - Amphiesma xenura

- Amphiesmoides (Malnate, 1961) – 1 faj
  - Amphiesmoides ornaticeps

- Anoplohydrus (Werner, 1909) – 1 faj
  - Anoplohydrus aemulans

- Aspidura (Wagler, 1830) – 6 faj
  - Aspidura brachyorrhos
  - Aspidura copei
  - Aspidura deraniyagalae
  - Aspidura drummondhayi
  - Aspidura guentheri
  - Aspidura trachyprocta

- Atretium (Cope, 1861) – 2 faj
  - Atretium schistosus
  - Atretium yunnanensis

- Balanophis (H. M. Smith, 1938) – 1 faj
  - Balanophis ceylonensis

- Blythia (Theobald, 1868) – 1 faj
  - Blythia reticulata

- Brachyorrhos (Kuhl, 1826) – 2 faj
  - Brachyorrhos albus
  - Brachyorrhos jobiensis

- Clonophis (Cope, 1889) – 1 faj
  - Clonophis kirtlandii

- Elapoidis (F. Boie, 1827) – 1 faj
  - Elapoidis fuscus

- Haplocercus (Günther, 1858) – 1 faj
  - Haplocercus ceylonensis

- Hydrablables (Boulenger, 1891) – 2 faj
  - Hydrablables periops
  - Hydrablables praefrontalis

- Hydraethiops (Günther, 1872) – 2 faj
  - Hydraethiops laevis
  - Hydraethiops melanogaster

- Iguanognathus (Boulenger, 1898) – 1 faj
  - Iguanognathus werneri

- Limnophis (Günther, 1865) – 1 faj
  - Limnophis bicolor

- Lycognathophis (Boulenger, 1893) – 1 faj
  - Lycognathophis seychellensis

- Macropisthodon (Boulenger, 1893) – 4 faj
  - Macropisthodon flaviceps
  - Macropisthodon plumbicolor
  - Macropisthodon rhodomelas
  - Macropisthodon rudis

- Natriciteres (Loveridge, 1953) – 3 faj
  - Natriciteres fuliginoides
  - Natriciteres olivacea
  - Natriciteres variegata

- Natrix (Laurenti, 1768) – 4 faj
  - viperasikló (Natrix maura)
  - nagyfejű vízisikló (Natrix megalocephala)
  - kockás sikló (Natrix tessellata)
  - vízisikló (Natrix natrix)

- Nerodia (Baird & Girard, 1853) – 10 faj
  - Nerodia clarkii
  - Nerodia cyclopion
  - Nerodia erythrogaster
  - szalagos vízisikló (Nerodia fasciata)
  - Nerodia floridana
  - Nerodia harteri
  - Nerodia paucimaculata
  - Nerodia rhombifer
  - Erie-tavi vízisikló (Nerodia sipedon)
  - Nerodia taxispilota

- Opisthotropis (Günther, 1872) – 17 faj
  - Opisthotropis alcalai
  - Opisthotropis andersonii
  - Opisthotropis annamensis
  - Opisthotropis ater
  - Opisthotropis balteatus
  - Opisthotropis boonsongi
  - Opisthotropis guangxiensis
  - Opisthotropis jacobi
  - Opisthotropis kikuzatoi
  - Opisthotropis kuatunensis
  - Opisthotropis lateralis
  - Opisthotropis latouchii
  - Opisthotropis maxwelli
  - Opisthotropis praemaxillaris
  - Opisthotropis rugosa
  - Opisthotropis spenceri
  - Opisthotropis typica

- Oxyrhabdium (Boulenger, 1893) – 2 faj
  - Oxyrhabdium leporinum
  - Oxyrhabdium modestum

- Pararhabdophis (Bourret, 1934) – 1 faj
  - Pararhabdophis chapaensis

- Regina (Baird & Girard, 1853) – 4 faj
  - Regina alleni
  - Regina grahamii
  - Regina rigida
  - királynő-rákászsikló (Regina septemvittata)

- fűkígyó (Rhabdophis Fitzinger, 1843) – 19 faj
  - Rhabdophis adleri
  - Rhabdophis angelii
  - Rhabdophis auriculatus
  - Rhabdophis barbouri
  - Rhabdophis callichromus
  - Rhabdophis chrysargoides
  - Rhabdophis chrysargus
  - Rhabdophis conspicillatus
  - Rhabdophis himalayanus
  - Rhabdophis leonardi
  - Rhabdophis lineatus
  - Rhabdophis murudensis
  - Rhabdophis nigrocinctus
  - Rhabdophis nuchalis
  - Rhabdophis pentasupralabralis
  - Rhabdophis spilogaster
  - Rhabdophis subminiatus
  - Rhabdophis swinhonis
  - japán fűkígyó[1] Rhabdophis tigrinus

- Rhabdops (Boulenger, 1893) – 2 faj
  - Rhabdops bicolor
  - Rhabdops olivaceus

- Seminatrix (Cope, 1895) – 1 faj
  - Seminatrix pygaea

- Sinonatrix (Rossman & Eberle, 1977) – 3 faj
  - Sinonatrix aequifasciata
  - Sinonatrix annularis
  - Sinonatrix percarinata

- Storeria (Baird & Girard, 1853) – 5 faj
  - Storeria dekayi
  - Storeria hidalgoensis
  - vöröshasú banasikló (Storeria occipitomaculata)
  - Storeria storerioides
  - Storeria victa

- Tetralepis (Boettger, 1892) –  1 faj
  - Tetralepis fruhstorferi

- szalagoskígyó (Thamnophis Fitzinger, 1843) – 31 faj
  - Thamnophis atratus
  - Thamnophis brachystoma
  - Thamnophis butleri
  - Thamnophis chrysocephalus
  - Thamnophis couchii
  - Thamnophis cyrtopsis
  - csinos szalagoskígyó (Thamnophis elegans)
  - Thamnophis eques
  - Thamnophis errans
  - Thamnophis exsul
  - Thamnophis fulvus
  - Thamnophis gigas
  - Thamnophis godmani
  - Thamnophis hammondii
  - Thamnophis marcianus
  - Thamnophis melanogaster
  - Thamnophis mendax
  - Thamnophis ordinoides
  - nyugati szalagoskígyó (Thamnophis proximus)
  - Thamnophis pulchrilatus
  - síkvidéki szalagoskígyó (Thamnophis radix)
  - Thamnophis rossmani
  - Thamnophis rufipunctatus
  - keleti szalagoskígyó (Thamnophis sauritus)
  - Thamnophis scalaris
  - Thamnophis scaliger
  - vörös szalagoskígyó (Thamnophis sirtalis)
  - Thamnophis sumichrasti
  - Thamnophis valida
  - Thamnophis vicinus

- Trachischium (Günther, 1853) – 5 faj
  - Trachischium fuscum
  - Trachischium guentheri
  - Trachischium laeve
  - Trachischium monticola
  - Trachischium tenuiceps

- Tropidoclonion (Cope, 1860) – 1 faj
  - Tropidoclonion lineatum

- Tropidonophis (Jan, 1863) – 18 faj
  - Tropidonophis aenigmaticus
  - Tropidonophis dahlii
  - Tropidonophis dendrophiops
  - Tropidonophis doriae
  - Tropidonophis elongatus
  - Tropidonophis halmahericus
  - Tropidonophis hypomelas
  - Tropidonophis mairii
  - Tropidonophis mcdowelli
  - Tropidonophis montanus
  - Tropidonophis multiscutellatus
  - Tropidonophis negrosensis
  - Tropidonophis novaeguineae
  - Tropidonophis parkeri
  - Tropidonophis picturatus
  - Tropidonophis punctiventris
  - Tropidonophis statisticus
  - Tropidonophis truncatus

- Virginia (Baird & Girard, 1853) – 2 faj
  - Virginia striatula
  - Virginia valeriae

- Xenochrophis (Günther, 1864) – 7 faj
  - Xenochrophis bellulus
  - Xenochrophis cerasogaster
  - Xenochrophis maculatus
  - Xenochrophis piscator
  - Xenochrophis punctulatus
  - Xenochrophis trianguligerus
  - Xenochrophis vittatus

- Xylophis (Beddome, 1878) – 2 faj
  - Xylophis perroteti
  - Xylophis stenorhynchus

## Fordítás
Ez a szócikk részben vagy egészben  a   Natricinae című angol Wikipédia-szócikk ezen változatának fordításán alapul.  Az eredeti cikk szerkesztőit annak laptörténete sorolja fel. Ez a jelzés csupán a megfogalmazás eredetét és a szerzői jogokat jelzi, nem szolgál a cikkben szereplő információk forrásmegjelöléseként.